# 乳突突吻鱈
乳突突吻鱈，也称泰氏突吻鳕，為輻鰭魚綱鱈形目鼠尾鱈科的其中一種，分布於東大西洋馬得拉群島及加那利群島海域，屬深海底棲性魚類，深度900-1180公尺，體長可達65公分，棲息在底層水域，生活習性不明。

## 扩展阅读
維基物種上的相關：乳突突吻鱈